# Han Pil-hwa
Han Pil-hwa (kor. 한 필화;  ur. 21 stycznia 1942 w Nampo) – północnokoreańska łyżwiarka szybka, wicemistrzyni olimpijska.

## Kariera
Największy sukces w karierze Han Pil-hwa osiągnęła w 1964 roku, kiedy zajęła drugie miejsce w biegu na 3000 m podczas igrzysk olimpijskich w Innsbrucku. W zawodach tych wyprzedziła ją jedynie Lidija Skoblikowa z ZSRR, a drugie miejsce ex aequo zajęła kolejna radziecka zawodniczka, Walentina Stienina. Na tych samych igrzyskach była też dziewiąta w biegu na 1500 m, a w biegu na 500 zajęła 28. miejsce. Wystąpiła także na igrzyskach w Sapporo w 1972 roku, jednak nie zdobyła medalu. Jej najlepszym wynikiem było dziewiąte miejsce na dystansie 3000 m. Nigdy nie zdobyła medalu mistrzostw świata. Jej najlepszym wynikiem było piąte miejsce wywalczone podczas wielobojowych mistrzostw w Oulu w 1965 roku.